# Nerf subscapulaire
 (novembre 2022).
Les nerfs subscapulaires sont deux nerfs issus du faisceau postérieur du plexus brachial :
- le nerf supérieur du muscle subscapulaire,
- le nerf inférieur du muscle subscapulaire.